# Stanisław Nowodworski

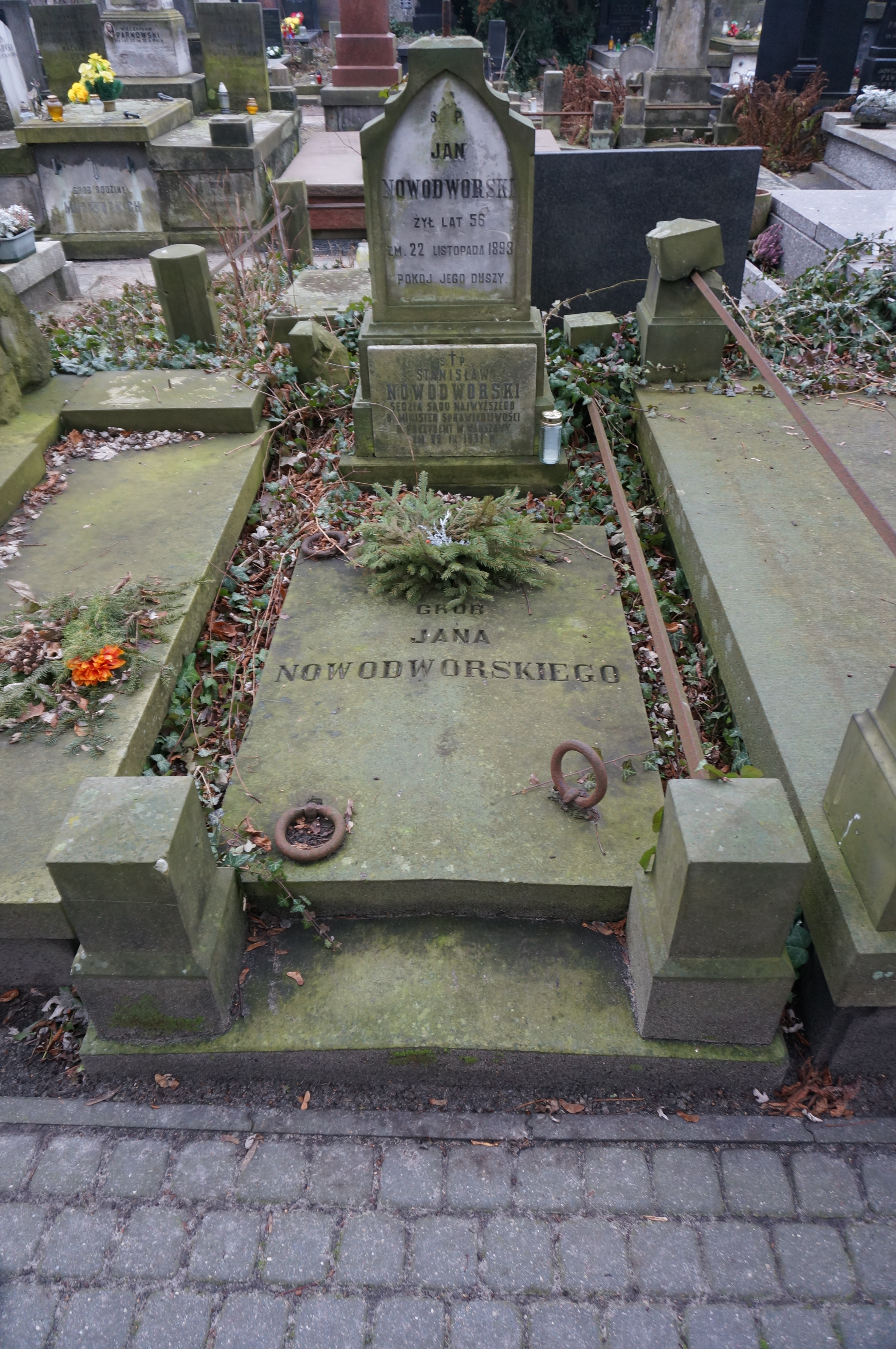
Grób Stanisława i Jana Nowodworskich na cmentarzu Powązkowskim przed renowacją

Stanisław Marian Nowodworski (ur. 11 października 1873 w Warszawie, zm. 22 września 1931 tamże) – prawnik, polityk, działacz społeczny, minister sprawiedliwości, senator I kadencji w II RP. Syn Jana Nowodworskiego, wnuk Franciszka Nowodworskiego.

## Życiorys
Po ukończeniu gimnazjum w Warszawie, rozpoczął studia prawnicze na Uniwersytecie w Petersburgu, które ukończył w 1897. Następnie powrócił do Warszawy, gdzie odbył aplikację w Sądzie Okręgowym i w 1903 został mianowany adwokatem przysięgłym.
Od 1907 brał udział w pracach Stowarzyszenia Robotników Chrześcijańskich. W latach 1914–1915 był członkiem Komitetu Obywatelskiego miasta Warszawy, a w okresie od sierpnia do 11 września 1915 był prokuratorem Trybunału przy Komitecie Obywatelskim. Następnie działał w straży obywatelskiej. W 1916 został wybrany radnym Warszawy. Nowodworski był jednym z założycieli Stronnictwa Chrześcijańsko-Narodowego, które w okresie od listopada 1916 do października 1918 reprezentował w Międzypartyjnym Kole Politycznym.
Od 13 stycznia 1917 przebywał w niemieckich więzieniach w Lauban (Lubań), a następnie w Modlinie.
Wiosną 1919 ponownie został radnym Warszawy. 1 kwietnia 1919 otrzymał nominację na sędziego Sądu Apelacyjnego. Następnie w okresie od 24 lipca 1920 do 19 czerwca 1921 był ministrem sprawiedliwości w rządzie Wincentego Witosa. 28 listopada 1921 został prezydentem miasta stołecznego Warszawy. Z tej funkcji ustąpił 7 grudnia 1922, kiedy został powołany na członka Naczelnego Trybunału Administracyjnego. 12 listopada 1922 został wybrany – z ramienia Narodowego Chrześcijańskiego Stronnictwa Pracy – senatorem (został przewodniczącym senackiego klubu parlamentarnego swojego stronnictwa). Od 28 maja 1923 do 15 grudnia 1923 ponownie był ministrem sprawiedliwości w rządzie Wincentego Witosa. W maju 1926 otrzymał nominację na sędziego Sądu Najwyższego i zrzekł się mandatu senatora. 29 października 1926 mianowany został członkiem Trybunału Kompetencyjnego, a w 1930 został wiceprzewodniczącym Zrzeszenia Sędziów i Prokuratorów RP.
Stanisław Nowodworski został pochowany na cmentarzu Powązkowskim (kwatera P-3-14).

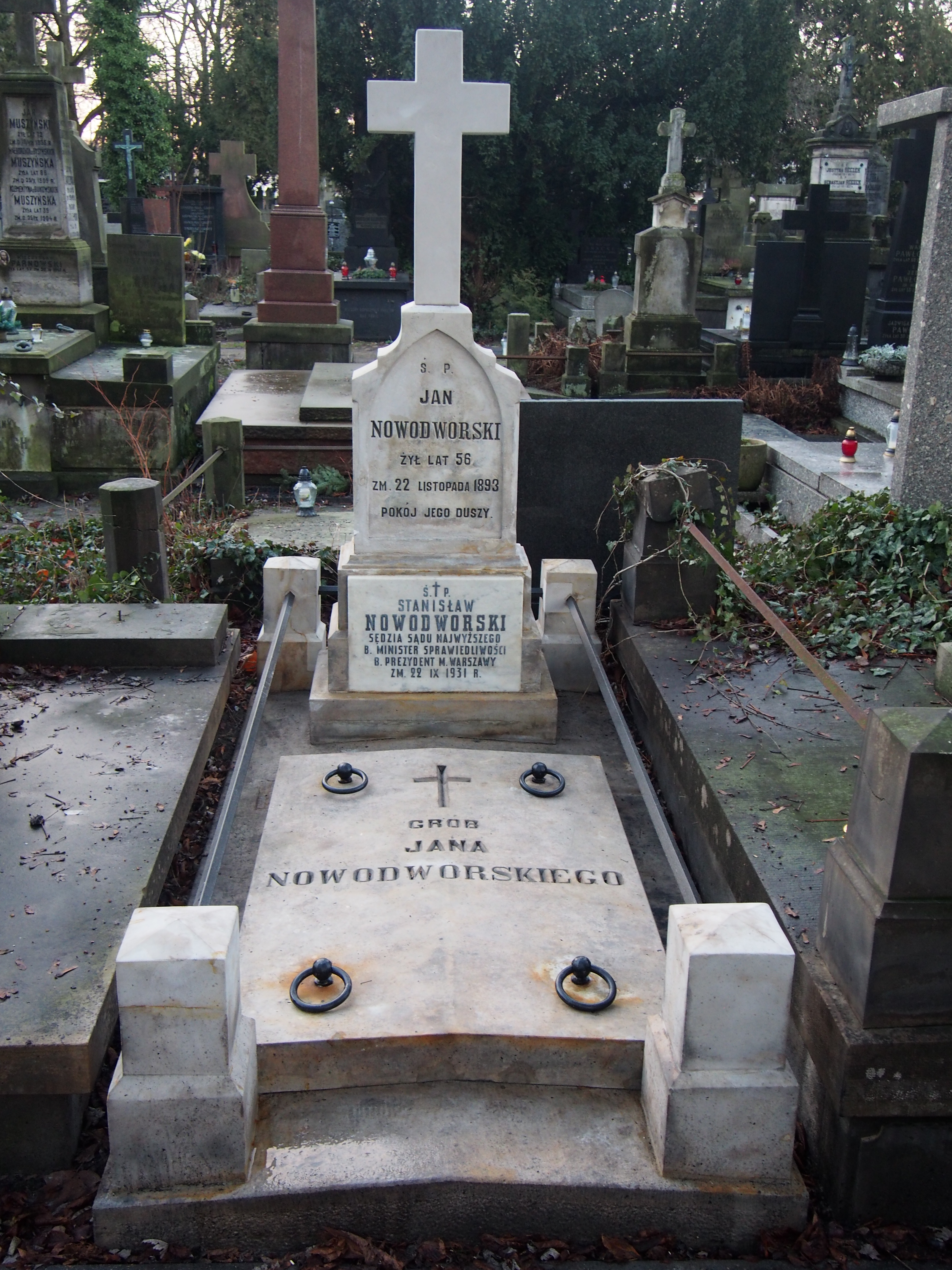
Grób Stanisława i Jana Nowodworskiego po renowacji

W 2022 roku z inicjatywy Premiera RP Mateusza Morawieckiego grób ministra Nowodworskiego został odrestaurowany. Cały projekt był realizowany przez Fundację Stare Powązki we współpracy z Kancelarią Prezesa Rady Ministrów.